# 伊丽莎白·M·布兰农
伊丽莎白·M·布兰农是一位美国神经科学家，宾夕法尼亚大学教授，专攻比较认知、数字认知和教育神经科学，H指数为68。